# Île Lambda
Pour les articles homonymes, voir Île Lambda (homonymie).
L'île Lambda est une île des Bermudes. 
Située dans la Grande Baie, à une vingtaine de mètres au nord-ouest de l'île Hawkins, elle relève administrativement de la paroisse de Warwick.